# Bad Balance
Bad Balance — советская и российская рэп-группа из Ленинграда, основанная Владом Валовым (Шеff) и Глебом Матвеевым (DJ LA) 20 сентября 1989 года. Изначально Bad Balance был танцевальным брейк-данс-коллективом, но с приходом Сергея Крутикова («Михей») стал музыкальной рэп-группой в 1991 году. Визитной карточкой группы стала дебютная рэп-композиция «Донецкий край» (1991). Является одной из первых рэп-групп в СССР. Сокращённый вариант названия группы — Bad B.
Автор большинства текстов песен и бессменный лидер группы — Влад Валов. Авторы музыки в 90-х — Сергей Крутиков («Михей») и Глеб Матвеев (DJ LA), с середины 2000-х — Альберт Краснов (Al Solo). Известность к группе пришла в середине 90-х, хоть и в узких кругах ценителей русского рэпа. Их альбом «Налётчики Bad B.» принято называть классикой, поскольку в нём заложены основы их стиля, высказаны идеи, которые ещё неоднократно всплывут в их текстах. Лучшим в карьере группы считается альбом «Город джунглей», который создан по принципу «хит за хитом». Отличительной чертой группы стал мелодичный вокал Михея, с уходом которого команда утратила свой фирменный почерк. С приходом в группу Романа Алексеева (Купер) и Альберта Краснова (Al Solo) группа выпустила пять концептуальных альбомов: «Легенды гангстеров» (2007), «Семеро одного не ждут» (2009), «Криминал 90-х» (2013), «Северная мистика» (2014), «Политика» (2016).

## История Bad Balance

### 1989—1990: Формирование состава
Брейк-данс-коллектив Bad Balance (рус. «Нарушенная балансировка») был образован Владом Валовым («Шеф») и Глебом Матвеевым (LA) 20 сентября 1989 года в Ленинграде, куда Валов приехал из родного Донецка для поступления в высшую профсоюзную школу культуры. Своё название команда Bad Balance получила в честь изношенных кроссовок фирмы New Balance, которые «LA» обменял у «Шефа» на пуховик. Университет, в котором они учились, предоставил им репетиционный зеркальный зал для создания хореографических номеров. В октябре 1989 года Шеф и LA предложили танцорам брейк-команды «Стоп» из рэп-группы «Чёрное и Белое» перейти в Bad Balance. В результате предложение приняли только Алексей Скалинов («Скаля») и Алексей Лагойский («Лага»). Одновременно к команде присоединились двое других танцоров — Дмитрий Черкасов («Swan») и Алексей Богданов («Бармалей»). С Лагой и Сваном был сделан первый постановочный номер в стиле «локинг» — «Казаки», а со Скалей и Бармалеем — ещё два номера: «Ленинградские ковбои» и «Лалыбай». С этими номерами команда участвовала в брейк-данс-фестивалях. Впервые выступила с номером «Казаки» (Шеф, LA, Лага и Swan) на Всесоюзном фестивале популярных танцев «Колобок '89» в ДК имени Серго Орджоникидзе в Горьком 5 ноября 1989 года.
Летом 1990 года, вслед за Валовым в высшую профсоюзную школу культуры поступили Сергей Крутиков («Михей») и Сергей Менякин («Моня»), и стали участниками Bad Balance. Первым администратором брейк-данс-группы Bad Balance стал Костас Хиониди, который приехал из Анапы и вместе с «Шефом» поступил в университет в 1989 году. А вместе с Михеем и Моней на следующий год поступил Игорь Резниченко («Малой»), который впоследствии стал следующим концертным директором группы. В ноябре 1990 года команда выступила на Всесоюзном фестивале популярных танцев «Колобок '90» (он же «Колобок 4») в ДК имени Серго Орджоникидзе в Нижнем Новгороде, где заняла первое место в стилях «попс» и «локинг».

### 1991—1992: Первые записи в студии
В марте 1991 года, готовясь к предстоящему фестивалю рэп-музыки «Рэп-пик-91», группа приняла решение записать несколько рэп-композиций. Тексты для песен писал Влад Валов («Шеф»), а музыку для треков создавали Сергей Крутиков («Михей») (барабаны, клавиши) и диджей/танцор Глеб Матвеев («DJ LA»). Михей отвечал за аранжировки, поскольку у него за плечами было две музыкальные школы по классу игры на аккордеоне и барабанах. Диджейскому мастерству Матвеева обучил Владислав Вайтехович («DJ Вольф» aka DJ Wolf из рэп-группы «Имя защищено»), который был известен в узких кругах тем, что сделал аппарат для скретчинга из советского винилового проигрывателя фирмы «Вега» и груды металлолома («Птеродактиль»). Вольф собрал для него точно такой же аппарат для скретчинга из советского винилового проигрывателя фирмы «Аккорд», и уже через пару месяцев «Эл-Эй» начал делать свои первые миксы.
Весной 1991 года в студии Ленинградского дворца молодёжи (ЛДМ) была записана первая 20-минутная костюмированная танцевальная шоу-программа «Семеро одного не ждут», состоящая из 8 треков («Graffiti», «Донецкий край», «Leningrad Cowboys», «Ленинград»). Такое название было придумано по той причине, что Михей планировал присоединиться к команде из семи человек, но не мог решиться приехать в Ленинград. При записи треков Валов взял себе псевдоним Chill-Will, который на рокерском сленге означает «крутой отморозок». Так его назвал барабанщик рок-группы Nazareth, Дэрел Свит во время гастролей в Ленинграде в феврале 1991 года. Первой была записана рэп-композиция «Донецкий край», ставшая впоследствии визитной карточкой группы. Трек был записан под влиянием песни «Streets Of New York» хип-хоп-дуэта Kool G Rap & DJ Polo (из альбома «Wanted: Dead or Alive»). Далее была записана композиция «Ленинград», которая является кавер-версией одноимённой песни рэп-группы «Имя защищено» (DJ Кефир, DJ Wolf и DJ D).
В дальнейшем группа продолжила запись новых рэп-треков в студии Эдиты Пьехи («Капля», «What is love», «Смерть» при участии MC Lolita, «Сила и мощь» при участии Нины Полухиной, «Выше закона», «Ленинград» (другая версия), «Мой милый Джак»). Для создания музыки звукорежиссёр и аранжировщик Александра Розенбаума, Александр Алексеев, использовал в студии Эдиты Пьехи синтезатор Roland D-20. Позже группа записала ещё несколько композиций в студии группы «Форум», «Форум юнистудия» (студия «Русское видео»), в 1991-1992 годах («Гороскоп», «Донецкий край» (другая версия), «Graffiti» (другая версия), «Жизнь Петербурга», «Капля» (другая версия), «Дети сатаны»). По словам Влада Валова, это были «лучшие в те времена питерские студии».
21 апреля 1991 года группа Bad Balance выступила с песнями «Донецкий край» и «What is love» на первом Всесоюзном фестивале рэп-музыки «Рэп-пик-91» в Ленинградском дворце молодёжи, организованном диджеями Андреем Репниковым («Репа»)  и Александром Сухомлинским («Чибис»). В финале фестиваля на сцену были приглашены группы «Термоядерный джем» и Bad Balance, где победителей определили зрители. 19 мая 1991 года был снят видеоклип на песню «What is love». В начале октября 1991 года состоялось выступление группы с песней «Ленинград» в музыкальной программе «Да!» в БКЗ «Октябрьский» в Ленинграде, видеоверсия концерта была показана по Ленинградской программе 13 октября 1991 года.
В апреле 1992 года агентство «Марафон» выпустило магнитоальбом «Выше закона», состоящий из 9 треков, на магнитофонных катушках и аудиокассетах. Название альбома было придумано после многократных отказов группе на выезд в США. Три песни из альбома — «Мой милый Джак», «Дети сатаны» и «Донецкий край» — были выпущены в сборниках. Композиции «Мой милый Джак» и «Дети сатаны» были выпущены в сборнике «Студии Звук» на магнитофонных катушках в апреле 1992 года, «Донецкий край» и «Дети сатаны» — в сборнике «Студии Интервью», а также в сборнике «Хип-хоп». Альбом был переиздан на лейбле Gala Records в 1998 году.
В апреле 1992 года в студии телецентра «Останкино» для телепередачи «…До 16 и старше. Тележурнал «Тин-Тоник»» были сняты видеоклипы на песни «Мой милый Джак» и «Graffiti» (версия #2). Программа вышла в эфир 30 апреля. 10 мая группа выступила с песней «Дети сатаны» на международном фестивале молодёжи «Новая версия» в спортзале «Дружба» в «Лужниках». В июне в павильоне Ленинградского телецентра (ул. Чапыгина, 6) был снят 30-минутный документальный фильм о рэп-группе Bad Balance для третьего выпуска телепередачи «Арт-обстрел» (РТР), авторами которой были Игорь Морозов и Михаил Грушевский. Фильм состоит из интервью участников коллектива и четырёх видеоклипов на композиции из альбома «Выше закона» (1991—1992): «Жизнь Петербурга», «Graffiti» (версия #1), «Мафия» и «Дети сатаны». В 2004 году этот материал лёг в основу документального фильма «История Bad B. Часть I. Начало русского хип-хопа».

### 1993—1994: Налётчики Bad B.
Весной 1993 года было принято решение записать настоящий рэп-альбом с качественным звучанием и более уличной лирикой. Команда разделилась на две части — одна отвечала за танец (Лага, Swan, Скаля), а другая за рэп (LA, Михей, Шеф). Желание записываться в Москве в студии Gala Records возникло после того, как группа услышала песни московской группы D.M.J., которая записывалась в этой студии. Деньги на запись альбома были получены у Андрея Бережного, бизнесмена-владельца фабрики по пошиву модных в то время плащей.
Для записи нужны были деньги, и нас профинансировал, так сказать, питерский криминал. Некоторое время спустя нам выделили 10 тысяч долларов для записи альбома. Это была огромная сумма, которую нужно было вернуть через год, — и мы отправились писать альбом «Налётчики Bad B.» в Москву.
Группа в составе Шефа, LA и Михея остановилась в гостинице Измайловская и каждый день в течение двух месяцев шла работа над новым альбомом — «Налётчики Bad B.». Запись альбома началась в апреле 1993 года. Параллельно группа выступала на дискотеке Jump («Джамп») Игоря Силиверстова в УСЗ «Дружба» в «Лужниках» на разогреве у Богдана Титомира по три раза в неделю, а позже участвовала с ним в выездных концертах. 16 марта группа выступила на концерте в УСЗ «Дружба» в «Лужниках», посвящённом 26-летию Титомира. 10 и 11 апреля группа выступила во Дворце спорта «Лужники» с песней «Плохой баланс» на концерте музыкального шоу-проекта «Игорь’С поп-шоу». Концерт сначала был показан по 1-му каналу Останкино, а затем был выпущен на видеокассетах.
В первой половине 90-х в Москве была самая популярная дискотека Jump, где мы познакомились с Игорем Силиверстовым и Богданом Титомиром, нас стали приглашать два-три раза в неделю выступать. Нас было шестеро, мы снимали квартиру на Профсоюзной, получали 200—300 долларов за концерт, выступали 3 раза в неделю. Но потом поняли, что денег рассчитаться не хватит и вынужденно уехали в Германию, чтобы заработать недостающие 4 штуки…
Летом 1993 года после возвращения в Санкт-Петербург группу покинули танцоры Swan, Лага и Бармалей, им на смену пришёл Тимир, выходец из Питера и представитель новой волны брейк-данса. В июле группа Bad Balance (Шеф, Малой, Скаля, Михей, Моня и Тимир) отправилась сначала в Польшу, а затем в Берлин, где зарабатывала деньги на улице с помощью брейк-данса, а также мытья стёкол машин на перекрёстках. Про группу даже писали в местной газете — «ребята из Санкт-Петербурга моют стёкла машин». Всё это время группа жила сначала трое суток в приюте для бездомных «Банхофф мишн», затем в международном студенческом общежитии на условиях уборки их территории от листьев, а после поселилась в трёхкомнатную квартиру в одном из заброшенных домов (в так называемом «сквоте»), который заселяют разные артисты и художники. Группа была приглашена для выступления на Берлинском хип-хоп-фестивале, после которого артистов заметили промоутеры и стали приглашать выступать с известными рэп-группами: Poor Righteous Teachers, London Pose и Urban Species. Позже группу заметил крупный немецкий продюсер (Tim Sellers), который предложил группе контракт с компанией «Interkunst» для участия в международном туре «Stop The Violence» по городам Европы. В ноябре у группы начался тур по Европе: Германия, Голландия, Бельгия и Люксембург. В первом же туре группу покинул Тимир, а в качестве диджея ненадолго вернулся Wolf (Владислав «DJ Вольф» Вайтехович), который по окончании тура принял решение остаться в Германии, где проживает и по сей день. В последующие туры в роли диджея ездил освободившийся от условного срока LA. В одном из туров голландский граффити-художник Ерон Эрози (Jeroen Erosie) создал два оригинальных логотипа для группы Bad Balance («круглый знак» и «знак пики»). В интернациональном европейском хип-хоп-туре группа провела около полугода, вернувшись в Россию в декабре.
17 марта 1994 года студия «Союз» выпустила на аудиокассетах альбом «Налётчики Bad B.». Спустя полгода альбом вышел на компакт-дисках на лейбле J.S.P. В записи альбома приняла участие солистка хип-хоп-группы MD & C Павлов, Виктория-Пьер-Мари, а в записи песни «Отсос» приняли участие рэперы Айс (КТЛ ДиЛЛ), Артур Игрантов (D.M.J.), Дельфин («Мальчишник») и Мистер Малой (T-Jam). Музыку для альбома создали Михей и DJ LA при помощи сессионных музыкантов: Сергей Овчинников (саксофон), Сергей Ананьев (аранжировка), Сергей Кучменко (клавишные), Олег Зарипов (электрогитара). Все тексты для альбома написал Шеф под псевдонимом Chill-Will, кроме песни «Дети сатаны» (Боб Фридлендер).
В феврале 1994 года группа Bad Balance открыла свой офис под названием «Молодёжный благотворительный центр хип-хоп-культуры» на автобазе Генштаба МО РФ. По словам питерского хип-хоп-продюсера Шурупа, это была «контора, в которой Валов торговал диджейской аппаратурой и вокруг этого была своя тусовка». 20 марта в ночном клубе «Эрмитаж» в Москве состоялась первая акция от Центра хип-хоп-культуры под названием «Хип-хоп против насилия». 3 апреля группа выступила в клубе «Пилот» на рэп-акции «Дадим насилию в рэпу», которую организовал Центр хип-хоп-культуры и «Радио Максимум». С 1 по 12 мая группа Bad Balance вместе с женской рэп-командой Just Da Enemy из Москвы отправилась в гастрольный тур Stop The Violence по клубам Германии и Голландии по приглашению немецкой государственной организации Interkunst. 9 июня Центр хип-хоп-культуры организовал в ночном клубе «Пилот» соревнования би-боев B. Boys Party '94, где выявили лучших танцоров в стилях «электрик-буги», «брейкинг» и «новой школы». 26 июня Центр хип-хоп-культуры провёл на празднике газеты «Московский комсомолец» на стадионе «Лужники» акцию «Хип-хоп для всех», где выступила группа Bad Balance. С 28 июня по 10 июля Центр хип-хоп-культуры совместно с Interkunst провёл тур по европейским странам, в которых принимали участие команды Франции, Голландии, Германии и России. 23 июля в парке Горького состоялась благотворительная акция «Право на будущее», организованная Центром хип-хоп-культуры, Федерацией клубов ЮНЕСКО России, рубрикой «Тинейджер» газеты «МК» и Центром «Права ребёнка» при поддержке Радио Maximum и BIZ-TV. В 8-часовом концерте-акции приняли участие Bad Balance, MD & C Павлов, D.M.J., Bust A.S., «К.Т.Л. Ди.Л.Л.», Мистер Босс и брейк-данс-команда B. People.
3 сентября 1994 года на стадионе «Динамо» Центром хип-хоп-культуры был проведён фестиваль «Хип-хоп-тон новой эры», где прошли соревнования по роллер-скейтингу. С 10 по 15 сентября группа выступила на втором международном музыкальном фестивале «Поколение-94» в Москве, но призового места не заняла. По мнению журналиста Андрея Вульфа, программы выступления конкурсантов («Фантастический бал», Злата, Bad Balance, Юла, The Eyes In Acid, Джимми Джи и Мистер Босс) были гораздо интересней, чем тех, кто в итоге победил. 3 октября Центр хип-хоп-культуры открыл в Москве напротив метро «Парка культуры» школу по классу диджейства, в стиле би-бойз, роллер-скейтинга. Через московскую газету «Джокер» был объявлен набор в школу, а также приём заявок на участие в фестивале Rap Music. 5 октября Центр хип-хоп-культуры запустил на радиостанции «Катюша» на волне 101,4 FM в Санкт-Петербурге передачу Hip Hop Info, которая стала двигателем российского хип-хоп-движения на радиоволнах. Передачу вёл DJ Кефир, который и придумал для неё название. С 17 по 19 ноября в Московском дворце молодёжи состоялся первый ежегодный международный фестиваль Rap Music '94, в котором участвовало 22 рэп-команды. Организаторами фестиваля выступили Центр хип-хоп-культуры, рубрика «Тинейджер» газеты «МК», концертное агентство «Руслайн», BIZ-TV и группа Bad Balance. По итогам двух отборочных туров было выявлено 10 команд, которые выступили в финальном трёхчасовом концерте и определили трёх победителей: I.F.K. (гран-при), Da-108 (второе место), White Hot Ice (третье место).
18 марта 1995 года группа Bad Balance выступила вместе с командами I.F.K. и Da-108 в ночном клубе «Пилот» на праздновании годовщины Центра хип-хоп-культуры. 23 марта Центр хип-хоп-культуры при участии студии «Союз» организовал в ночном клубе «Пилот» акцию B. Boys Party '95, в которой приняли участие танцевальные группы Over Side, Jam Style, Turbo, B. People. 15 апреля открылся филиал Центра хип-хоп-культуры в Санкт-Петербурге. Группа провела пресс-конференцию по этому случаю в клубе «Гора», после которой помимо группы выступили «Академия-2», «Да-108», «Дэцо» и «Братья Наличные». 29 июля 1995 года Центр хип-хоп-культуры провёл в центре Арбата фестиваль под названием «Голос улиц».

### 1995—1996: Bad B. Про…
В 1995 году к группе пришла известность, но пока в узких кругах ценителей русского рэпа. В 1995 году Скаля, Моня и DJ LA покинули Bad Balance и вернулись в Санкт-Петербург. Шеff и Михей подписали контракт с Gala Records на выпуск нового альбома.
Мы пришли к директору Gala Records, Сергею Кузнецову, и договорились с ним о том, что он у нас покупает права на этот альбом, а мы пишем этот альбом на его студии.
Начинаются эксперименты с музыкой и стилем, привлекается «живое» звучание музыкальных инструментов. В 1994 году в состав группы вошёл бас-гитарист Эльбрус Черкезов (Брюс). Группа отказывается от жёсткого стиля и в творчестве Bad Balance появляется мелодическая ветка. Михей запел, и это сразу преобразило облик команды. Именно мелодичные треки стали главными вещами в новом альбоме: «Ангел-Хранитель», «Жабы» и, конечно же, «Городская тоска» — первый настоящий и безоговорочный хит в русском рэпе.
В 1996 году группа Bad Balance много выступала, как с живыми музыкантами, так и без, поэтому Шеф и Михей принимают решение вернуть в состав DJ LA для дальнейшей гастрольной деятельности. 30 июня 1996 года группа выступила с музыкантами, принявшими участие в записи нового альбома «Чисто про…», на ежегодном празднике газеты «Московский комсомолец» на стадионе «Лужники». Эти кадры были впервые показаны в документальном фильме «История Bad B. Часть II. Золотые времена хип-хопа» в 2006 году: для фильма были смонтированы видеоклипы на песни «Страсть» и «Тик Т. М. Так».
В 1996 году группа отправилась в Лос-Анджелес, где были запланированы три концерта в клубах. Компания Adidas поддерживает группу и спонсирует съёмку профессионального видеоклипа на композицию «Городская тоска» в размере пяти тысяч долларов с условием, что клип будет снят в их фирменной одежде:
Молодёжь не хотела одевать «три полоски», потому что считала это одеждой дедушек, и нам было очень важно добраться до их мозгов и сердец, поэтому мы решили сделать ставку на модную музыку. Мы тогда нашли возможность убедить наших немецких старших товарищей выделить деньги для клипа. И приехавший тогда из Лос-Анджелеса Валов был несказанно обрадован, узнав, что на клип «Городская тоска» нашлось некоторое количество американских денег — Александр Кесель, один из московских топ-менеджеров компании Adidas.
Новый альбом «Чисто про…» группа выпустила под именем «Bad B. Про…» 18 февраля 1997 года. На обложке альбома появился новый логотип группы — значок «в стиле пики», означающий «андеграунд». В записи альбома приняла участие бэк-вокалистка Ирина «Шмель» Минина, а в записи песни «Рэп-мастерская» приняли участие рэперы DJ 108 и Купер («DA-108»), Ladjack, MC Mix и Mad Max («Max Mix Production»). Музыку для альбома создали Михей и DJ LA при помощи сессионных музыкантов: Брюс (бас-гитара, гитара, контрабас), Павел Шатский (бас-гитара), Ричард Олейних (гитара), Евгений Кюн (ударные), Арайк-Jay (гитара). Все тексты для альбома написал Шеф.
Во вступлении к альбому «Чисто про…» прозвучал голос Дельфина из трека «Отсос» из альбома «Налётчики Bad B.» («Меня зовут Дельфин! Я ненавижу музыку чёрных и их самих!»), а затем из уст учителя Лигалайза, Ladjak’а, звучит: «Шеф! Заткни его!». В 1997 году журналист газеты «Московский комсомолец», Капитолина Деловая, раскрыла подробности этого конфликта на телепередаче «Акулы пера», где Дельфин и Мутабор из группы «Мальчишник» признались, что находятся в хороших отношениях с Шефом, а слова Дельфина в интро — всего лишь обыгранный семпл.

### 1997—1999: Город джунглей и уход Михея
В 1997 году группа записывает в студии Gala Records новый альбом «Город джунглей». По словам Брюса, альбом был записан за неделю:
Альбом «Город джунглей» мы записали максимум за неделю. Нам дали три недели на запись трёх песен и сказали: «Вот запишите, а мы послушаем». А мы понимали, что большего времени нам могут потом и не дать, и поэтому напряглись и напрягли всех режиссёров, которые с нами работали, и записали за неделю весь альбом. Сплошняком без всяких дублей.
После записи альбома в середине 1997 года Михей продолжил работать над сольным проектом «Михей и Джуманджи», который создал ещё в 1995 году. Вместе с бас-гитаристом Брюсом, певицей Инной Стил и её мужем, звукорежиссёром Андреем< к концу года они записали весь альбом «Сука-любовь», который увидел свет лишь в 1999 году. По мнению журналиста сайта Rap.Ru, Андрея Никитина, Михей создал уникальный для России проект: «напоминающий по духу западный Jamiroquai, коллаж фанка, соула и регги».
В 1997 году параллельно с творчеством и продвижением собственной группы, Шеф начинает заниматься промоушном других команд, организацией концертов и фестивалей. Он принимает важное участие в организации фестиваля Rap Music и диджейского баттла Grandmaster DJ. Возникает Hip-Hop Info — вначале это серия рэп-сборников, потом так же стал называться журнал о хип-хопе. А в будущем такое имя получат лейбл и магазин.
В 1998 году группа Bad Balance записала совместный трек с московским рэпером Лигалайзом — «Готовы ли вы?!». В 1998 году на деньги от компании Adidas был снят видеоклип на песню «Всё будет хорошо», на стадии монтажа которого был создан ещё один видеоролик на песню «Как сон», и именно поэтому оба клипа взаимосвязаны друг с другом сюжетом. По замыслу Шефа, участники группы играли банду сообщников, которые передают друг другу загадочный чёрный портфель в то время, как за ними охотится полиция. 16 августа 1998 года группа выступила в качестве одного из хедлайнеров на ежегодном спортивно-музыкальном фестивале Adidas Streetball Challenge, генеральным продюсером которого был назначен Шеф. Во время исполнения песни «FreeСтайла» DJ LA начал вставлять фразу «Aah Yeah» из песни Run-D.M.C. «Here We Go (Live at the Funhouse)», на что к нему подошёл диджей Джем Мастер Джей из группы Run-D.M.C. и попросил его так не делать, потому что у него нет на это прав, но российский диджей проигнорировал эту просьбу, в результате чего Джем Мастер Джей в грубой форме стал останавливать игру диджея. Благодаря охране конфликт был погашен. Это мероприятие стало подтверждением активного развития хип-хопа в России. Журнал «Птюч» написал, что «хип-хоп в России снова в моде».
В марте 1999 года группа Bad Balance вместе с Лигалайзом и Богданом Титомиром записала трек «Война», написанный в знак протеста против бомбардировки Югославии силами НАТО. Впервые песня вышла на сборнике «Hip-Hop Info #6» в августе 1999 года, а позже появилась в альбоме Bad B. Альянса «Новый мир» (2002). Видеоклип на песню был снят югославским режиссёром Мичиславом в московском клубе «Титаник» 18 апреля 1999 года.
В 1999 году группа Bad Balance вошла в состав хип-хоп-объединения «Bad B. Альянс» (1999—2001), основанного Владом Валовым и Александром Толмацким.
19 мая 1999 года на лейбле Gala Records был выпущен четвёртый по счёту альбом «Город джунглей». В записи интерлюдий приняли участие Костас («Дыхание города»), Soulman («Донецкая фишка»), Ирина «Sista I.R.A.» Минина («Официальное сообщение», «Творческая пора»), Loozman & Loosiano («Х-Х IN4») и Андрей «Shooroop» Бабурин («Всё будет хорошо»). Музыку для альбома создали Михей и DJ LA при содействии Mr. Bruce (бас-гитара). Все тексты для альбома написал Шеф при участии Боба Фридлендера («Нам & Вам»), Антона «Чугунный скороход» Дмитренко («Fuck da polititions») и Андрея «Legalize» Меньшикова («Готовы ли вы?»).
В 1999 году Михей заключил контракт с компанией REAL Records на выпуск сольного альбома, согласно которому должен был отправиться в гастрольный тур в поддержку альбома и, соответственно, больше не мог участвовать в концертной деятельности Bad Balance, то есть был вынужден покинуть группу. Михей официально расстался с группой Bad Balance в начале октября 1999 года, когда у группы истёк срок действия контракта с компанией Gala Records. У Bad Balance были запланированы концерты по городам России в поддержку нового альбома «Город джунглей», а также поездка в Нью-Йорк для записи нового альбома, поэтому Шеф пробует на роль второго вокалиста Андрея Звонкого из группы «Дерево Жизни», но после концерта на фестивале Adidas Streetball Challenge в Москве 3 сентября 1999 года отказывается от этой идеи и продолжает поиск.
Михей после записи первого альбома почти не занимался студийной деятельностью, исключением были несколько совместных работ и каверов. Конфликт между Михеем и Шефом продлился около трёх лет, они помирились на съёмках видеоклипа «Бабы — последнее дело» 21 мая 2002 года. Возникла идея воссоздать Bad Balance в своём золотом составе, но у Михея случается инсульт, от которого тот вскоре скончался.

### 2000—2001: Каменный лес
В 1999 году Влад Валов решил записать следующий альбом группы Bad Balance в Нью-Йорке, поскольку его не устраивал уровень звучания альбомов, записанных в России. Поэтому в качестве замены Михея он искал человека, который смог бы читать рэп на английском языке. Таким образом был выбран «ЛэдДжек» («Ladjack»), один из участников англоязычного проекта «Slingshot» (Legalize & Ladjack). Во время одной из репетиций в студию внезапно пришёл Legalize и зачитал заранее подготовленный текст. После репетиции «ЛэдДжек» уехал домой, а Валов, DJ LA и Лигалайз уехали в клуб. Именно там Лигалайз предложил свою кандидатуру в качестве нового участника группы Bad Balance, аргументируя это тем, что в Америке группе будет нужен рэпер, читающий рэп на русском, а не на английском. Одобрив нового участника, Валов дал ему тексты своих куплетов, чтобы Лигалайз их закончил. Через месяц группа уже была готова выезжать в Нью-Йорк.
5 января 2000 года группа Bad Balance в составе пяти человек (Шеff, DJ LA, Лигалайз, Брюс и концертный директор группы Игорь «Малой» Резниченко) отправилась в Нью-Йорк в студию «East-West Studio» для записи нового альбома с уже готовым названием «Каменный лес». В Нью-Йорке было записано 11 треков. Все тексты и вся музыка для нового альбома были записаны в Москве ещё до отъезда в Америку. 6 февраля 2000 года команда вернулась в Россию. В 2015 году группа Bad Balance (Шеff, Брюс и Игорь «Малой» Резниченко) рассказала о записи альбома «Каменный лес» в США в документальном фильме «История Bad B. часть #3. Глава Вторая».
В августе 2000 года на лейбле «МиксМедиа» был выпущен мини-альбом «Москва — New York (Из города джунглей в каменный лес)», в который вошло два новых сингла из предстоящего альбома, записанного в Нью-Йорке: «I know your style» и «Чистое небо». К двум готовым трекам с будущей пластинки добавлены песни из альбома «Налётчики Bad B.» (1994). Главная цель этого релиза — объяснить слушателям структуру построения «Bad B. Альянса». Этому посвящена специальная схема в буклете, изобилующая милитаристской терминологией.
В 2000 году в состав группы Bad Balance вошёл Роман «Купер» Алексеев из питерской группы Da-108. Он принял участие в записи шести треков альбома. В январе 2001 года Лигалайз уехал из Москвы, оставив прощальную записку, в которой отрекался от себя прежнего и лишал себя права голоса в российском хип-хопе. Как позже выяснилось, он уехал в Прагу в связи с тем, что Влад Валов «попытался его эксплуатировать». Долгожданный альбом был выпущен 19 апреля 2001 года на лейбле «МиксМедиа». В записи альбома приняли участие американские рэперы Trenger, Doc. Who, Rad Roc, DJ Charm, T.R. Love (участник группы Ultramagnetic MC’s), Barron Ricks (известный по песне Cypress Hill «Tequila Sunrise»), Rocsigar и R&B-исполнители Jimmy и Carla Williams (бэк-вокалистка Mary J. Blige). Гостевые участия российских рэперов дописывались в студии «Hip-Hop Info Studio» в Москве: White Hot Ice, N’Pans, Лия и Маруся из «Белого Шоколада». Музыку для альбома создал DJ LA при содействии DJ Tonik («Питер — я твой!», «Найди свою дорогу»), Mr. Bruce (бас-гитара и электрогитара), T.R.Love и Rad Roc (программирование синтезатора и компьютера).

### 2002—2003: Новый состав и Мало-по-малу
В конце 2001 года Влад Валов предложил Альберту Краснову написать восьмой выпуск журнала «Hip-Hop Info», который вышел в феврале 2002 года. Там же впервые было опубликовано заявление о том, что «Эл Который» — новый член Bad Balance. Тогда же Краснов сменил имя с «Эл Который» на «Эл Соло».
Таким образом в 2002 году сформировался новый состав группы Bad Balance, который будет оставаться неизменным в течение последующих нескольких лет: Шеff, Купер и Al Solo. В 2002 году Шефом и Купером была записана песня «Питерские миги», которая оказалась первой записанной песней для будущего альбома. В октябре 2003 года были выпущены два видеоклипа на песни «Отдыхаем» и «Тихо тают дни», а в следующем году была экранизирована песня «Мы едем».
26 ноября 2003 года на лейбле «100Pro» был выпущен шестой по счёту альбом «Мало-по-малу». Этот альбом группа выпустила под новым именем «Bad B.», поскольку права на использование имени Bad Balance на тот момент принадлежали Александру Толмацкому. Альбом был записан в студии 100Pro в Москве с 2002 по 2003 год. В записи альбома приняли участие российские рэперы Sir-J (D.O.B.), N’Pans, Simon (ex-Ikambi Gwa Gwa), а также панк-рок-группа «НАИВ» и советский певец Владимир Трошин. В альбоме также использован голос Сергея «Михея» Крутикова, скончавшегося в октябре 2002 года. Музыку для альбома создали DJ LA, DJ 108, Simon и Гуру.
Песня «Тихо тают дни» была записана группой после смерти Михея и является ремиксом на сольную композицию Михея на слова Шефа под названием «Куда улетаем мой ум», записанную в 1998 году под семпл из «Титаника». Эта композиция должна была войти в четвёртый альбом Bad Balance «Город джунглей», но по ряду причин так и не попала в альбом.

### 2007—настоящее время: Концептуальные альбомы
С 2007 по 2016 год группа выпустила пять концептуальных альбомов с помощью гострайтера Сергея «Ворона» Сорокина: «Легенды гангстеров» (2007), «Семеро одного не ждут» (2009), «Криминал 90-х» (2013), «Северная мистика» (2014), «Политика» (2016).
22 ноября 2007 года группа Bad Balance выпустила первый концептуальный альбом «Легенды гангстеров». Он был посвящён наиболее значимым гангстерам прошлого века. В альбоме пересказаны истории из биографий Аль Капоне, Соньки Золотой Ручки, Бонни и Клайда, Лаки Лучано, Лёньки Пантелеева, Пабло Эскобара и других криминальных деятелей, гармонично связанные с музыкой того времени в хип-хоп-аранжировках. В записи альбома принял участие питерский рэпер Ede Simon «Mr. Simon» Ochepo (ex-Ikambi Gwa Gwa), Phillip «DJ Charm» Falcone, R&B-исполнительница Юлия «Ю-Ла» Фролова и Сергей «Ворон» Сорокин. Музыку для альбома создал Al Solo при содействии Grey, Мастер Шеff, Charm, Mr. Simon, Тика, SergiO. В записи альбома также приняли участие джазовые музыканты: диджей, гитара, бас-гитара, труба, саксофон, волынка, мандолина, флейта, баян. Все тексты для альбома написал гострайтер Сергей «Ворон» Сорокин, также являющийся идейным вдохновителем альбома. На три песни из альбома были сняты клипы: «Аль Капоне», «Дон Хосе» и «Легенды гангстеров». В припеве и съёмках клипа «Дон Хосе» принял участие американский диджей Charm. Съёмки клипа прошли на Ялтинской киностудии в Крыму. По словам участников группы, это «первая российская художественная работа в стиле рэп».
25 сентября 2009 года группа Bad Balance выпустила второй концептуальный альбом «Семеро одного не ждут», который посвящён советскому брейк-дансу, 80-м и пионерам русского хип-хопа. Согласно пресс-релизу альбома, в 1989 году, основатель группы Bad Balance, Влад Валов, будучи студентом первого курса высшей профсоюзной школы культуры и не имея средств на запись альбома в профессиональной студии, закопал в Ленинграде завёрнутую десятью рулонами изоленты аудиокассету, на которой находились его собственные демозаписи, сделанные под вырезанные биты с западных исполнителей, и пообещал самому себе записать их в качественной студии лишь спустя 20 лет, в 2009 году. Ту самую аудиокассету Валов выкопал в Санкт-Петербурге осенью 2008 года. Изучив материал, созданный в 80-е годы, участники группы Bad Balance принялись работать над альбомом. Чтобы воссоздать атмосферу тех лет, был подобран музыкальный материал, который вобрал в себя звуки ритмов и инструментов тех лет, смешанных с битбоксом и скретчами. Альбом был призван соединить воедино все частицы хип-хоп-культуры: граффити, брейк-данс, диджеинг и МС. В записи альбома принял участие российский рэпер Mr. Simon, R&B-исполнители Ёлка, Страйк и Ирина «Шмель» Минина, а также радиоведущий Александр Нуждин. Музыку для альбома создали Мастер Шеff (под псевдонимом Сhill-Will), Al Solo, Роман Синцов и DJ Lenar. В записи альбома также приняли участие сессионные музыканты: диджей, битбокс и гитара. Все тексты для альбома написал Мастер Шеff. Ещё до выхода альбома в течение 2009 года на сайте группы было выпущено три видеоклипа на песни «Стиль оригинальный» (14 марта 2009 года), «Бит стучит» (3 июня 2009 года) и «Хип-хоп в районах бедных» (4 сентября 2009 года).
26 мая 2012 года группа Bad Balance выпустила девятый по счёту альбом «World Wide». Новый альбом является неким продолжением альбома «Мало-по-малу» (2003) и описывает нынешнюю реальность. В записи альбома приняли участие российские рэперы Капа и Mr. Simon, американские рэперы DJ Charm, Quiz, Lounge Low, Fat Mac, а также R&B-исполнители Страйк и Ирина «Шмель» Минина. Музыку для альбома создали Шеff (под псевдонимом Сhill-Will) и Al Solo при содействии DJ Топора. Все тексты для альбома написал Шеff и Al Solo. В поддержку выхода альбома было снято пять видеоклипов на песни «Правила игры» (2010), «Бум-Чеки-Бэнг» (2011), «Мир будет таким!» (2012), «Импорт» (2012) и «Город у реки» (2012).
28 октября 2013 года группа Bad Balance выпустила третий по счёту концептуальный альбом «Криминал 90-х», в котором рассказаны яркие истории криминальной России 90-х. Третий участник группы Bad Balance, Купер, принял участие в записи только одного трека — «Из 90-х». Музыку для альбома создали Шеff (под псевдонимом Сhill-Will) и Al Solo при содействии Романа Синцова. Все тексты для альбома написал гострайтер Сергей «Ворон» Сорокин, также являющийся автором идеи альбома. В поддержку выхода альбома было снято четыре видеоклипа на песни «Города», «Каталы», «Клофелин» и «На капоте». В интервью для журнала Rolling Stone Russia Al Solo рассказал о том, чему посвящён альбом: «Мы рассказываем про конец перестройки, пришествие Ельцина, криминальный уклон, первые киллеры, первые бизнесмены, наперсточники, спортсмены, которые уходили в бандитизм. Как разграб*ялась страна, из какого „теста“ замешивалась современная Россия.».
12 июня 2014 года группа Bad Balance выпустила четвёртый по счёту концептуальный альбом «Северная мистика», посвящённый языческой мифологии скандинавских стран с соответствующей тематике альбома этнической музыкой. Этот альбом группа выпустила под именем «Bad B. Про…» и он является совместным альбомом Шеffа и Купера. Третий участник группы Bad Balance, Al Solo, принял участие в записи только одного трека — «Берсерки». В записи альбома приняла участие российская R&B-исполнительница Юлия «Ю-Ла» Фролова. Музыку для альбома создали Шеff (под псевдонимом Сhill-Will) и Роман Синцов при содействии Al Solo, DJ LA и Tengiz. DJ LA написал музыку для двух композиций — это его первое сотрудничество с Bad Balance за последние 12 лет. Все тексты для альбома написал гострайтер Сергей «Ворон» Сорокин, также являющийся идеологом альбома. Также были использованы тексты Купера и русского поэта А. С. Пушкина. В поддержку выхода альбома было снято два видеоклипа на песни «Норманны» и «Берсерки».
16 сентября 2016 года группа Bad Balance выпустила пятый по счёту концептуальный альбом «Политика». По словам Влада Валова, в альбоме «Политика» рассказана вся правда о современной политике и он обращается ко всем политикам мира от лица улиц. Третий участник группы Bad Balance, Купер, не принял участие в записи альбома. В записи песен «История модели» и «Соловьи» принял участие российский R&B-исполнитель Страйк. Музыку для альбома создали Шеff (под псевдонимом Сhill-Will) и Al Solo. Все тексты для альбома написали Al Solo и Шеff при содействии гострайтера Сергея «Ворона» Сорокина. В поддержку выхода альбома было снято два видеоклипа на песни «Политика» и «Государство». Спустя два года был выпущен видеоклип на песню «Оппозиция» без участия самой группы Bad Balance.
В 2018 году Валов выпустил книгу «Плохой Баланс» о том, как создавался русский рэп глазами группы Bad Balance. 4 апреля 2019 года Валов выступил на конференции «StartUp Show» с целью найти инвестора для съёмок фильма по этой книге. 18 июля 2019 года группа Bad Balance выпустила видеоклип на песню «Пусть будет так!». 23 ноября 2019 года группа Bad Balance организовала юбилейный концерт, посвящённый 30-летию группы, на одной сцене которого собрались все её участники разных лет, а также многие другие артисты, принимавшие участие в работе над разными альбомами команды. Главным сюрпризом вечера стало появление на сцене Лигалайза, который разругался с Валовым в начале 2000-х и с тех пор не принимал участия в деятельности группы. В ноябре 2019 года группа Bad Balance (Шеff и Al Solo) выпустила макси-сингл «Удача», сопроводив его видеоклипом, в котором чёрный и белый ангелы играют в настольную игру, напоминающую шахматы, руководя таким образом человеческими судьбами. 23 мая 2020 года Роман «Купер» Алексеев задохнулся угарным газом в результате пожара в своей квартире на восьмом этаже дома в Выборгском районе Санкт-Петербурга. Вместе с 43-летним рэпером погибла его 62-летняя мать Людмила. 1 июля 2020 года группа Bad Balance выпустила посвящённый Куперу макси-сингл «Высоко на небесах», записанный при участии DJ 108 и Lojaz. В этот же день вышел видеоклип, в котором использованы архивные кадры с участием Купера. 20 ноября 2020 года группа Bad Balance (Шеff и Al Solo) выпустила сингл «Не верю!», на который в декабре вышел видеоклип. В октябре 2021 года группа анонсировала презентацию новой пластинки «Из андеграунда» на концерте в московском клубе Lookin Rooms, который состоится 26 ноября. 29 ноября группа выпустила видеоклип на песню «Уют».
В 2022 году группа Bad Balance записала совместно с рэп-группой «Мальчишник» и рэп-исполнителем Мистером Малым песню под названием «Бомба танцпола». Решение записать совместный трек музыканты приняли после концерта «Верните мне мой 1992», состоявшегося в московском клубе 1930 Moscow 21 января. 28 июня на композицию был снят видеоклип, режиссёром которого выступил Олег Степченко. Выход макси-сингла и клипа состоялся 30 сентября. 29 июня группа поучаствовала в шоу «Студия МТС Live», где выступила с песнями, а также ответила ведущей на несколько вопросов о начале творческого пути.
29 января 2024 года группа Bad Balance записала в московской студии GLSS Records с американской рэп-группой Onyx совместный трек под названием «International», спонсором которого выступил конкурс-премия уличной культуры и спорта «Кардо». Музыку создал Cruel Tool из команды битмейкеров The Artisans, а скретч добавил DJ LA. Текст песни был придуман накануне вечером и доработан уже в студии. 30 января на Красной площади и на ВДНХ, где проходила выставка-форум «Россия», состоялись съёмки видеоклипа на этот трек. На следующий день клип был доснят без участия группы Onyx. Премьера сингла и снятого на него видеоклипа состоялась 22 марта. 15 апреля группа выпустила сингл «Навсегда!» и сопроводила его видеорядом, снятым в Москве и Дубаи.
11 июля 2025 года группа Bad Balance выпустила сингл «Ленинградский Old School», одновременно с видеоклипом, режиссёром которого стал Олег Степченко. В клипе снялись петербургские брейк-данс-команды Top 9 Crew и Banda I’ll под руководством Артемия Манукяна.

## Тематика песен
В 2014 году кандидат филологических наук Евгения Фролова в своей статье «Функционирование топосов в российской политизированной рэп-культуре» выделила ключевые категории в творчестве Bad Balance: «уличные разборки («По закону»), «употребление наркотиков» («Плохой баланс»), «неограниченная власть милиции» («Антиполис»), «город-западня» («Город джунглей»), «единое сообщество» («Нам&Вам», «Бит стучит»), «политические темы».

## Состав Bad Balance

### Нынешние участники
- Шеff (Влад Валов) — сооснователь, брейкер (1989—1991), MC (1991—н.в.)
- DJ LA (Глеб Матвеев) — сооснователь, брейкер (1989—1991), диджей (1991—2002, 2017—н.в.)[142]
- Mr. Bruce (Эльбрус Черкезов) — бас-гитарист (1994—2000, 2018—н.в.)[143]
- Al Solo (Альберт Краснов) — MC и битмейкер (2002—н.в.)
- DJ Топор (Кирилл Попов) — командный диджей (2019—н.в.)[144][143]

### Бывшие участники
- Михей (Сергей Крутиков) (1970—2002) — брейкер (1990—1991), композитор, аранжировщик, MC и вокалист (1991—1999)
- Скаля (Алексей Скалинов) — брейкер (1989—1995)[145]
- Лага (Алексей Лагойский) — брейкер (1989—1994)
- Swan (Дмитрий Черкасов) — брейкер (1989—1994)
- Бармалей (Алексей Богданов) — брейкер (1989—1992)
- Моня (Сергей Менякин) — брейкер (1991—1995)
- Тимир (Тимир Тимурлан) — брейкер (1993—1994)
- Баскет (Олег Басков) — граффити-художник, дизайнер альбомов (1994—1999)
- Лигалайз (Андрей Меньшиков) — MC (1999—2000)
- Купер (Роман Алексеев) (1976—2020) — MC (2000—2016)

## Критика
- В 1992 году музыкальный критик Артемий Троицкий, описывая выступление группы на московском рэп-фестивале в ЦПКиО им. Горького, сравнил группу Bad Balance по энергетике с американской группой Public Enemy[6][38][146].
- В 1999 году музыкальные критики журнала «ОМ», Андрей Бухарин и Александр Кушнир, оценивая альбом «Город джунглей», назвали группу Bad Balance «ветеранами русского хип-хопа», которые сделали альбом мирового уровня[147].
- В 1999 году обозреватель белорусской «Музыкальной газеты» назвал альбом «Город джунглей» «альбомом, ещё больше укрепившим традиции высококачественного хип-хопа»[39].
- В 1999 году обозреватель журнала «Афиша», Юрий Яроцкий, в своей рецензии к альбому «Город джунглей» отметил, что «Bad Balance играют рэп уже больше десяти лет, и делают это настолько хорошо, насколько это может быть в России.»[148].
- В 2002 году сформировался новый состав группы Bad Balance, состоящий из Шеffа, Купера и Al Solo. Главный редактор сайта Rap.ru, Андрей Никитин, назвал новый состав группы Bad Balance «неравноценным предыдущему»[1].
- В 2007 году главный редактор сайта Rap.ru, Андрей Никитин, положительно оценил альбом «Легенды гангстеров» и сравнил его с вышедшим парой недель раньше альбомом «American gangster» от Jay-Z, тоже концептуальным, тоже посвящённым нелегальному бизнесу[149].
- В 2007 году главный редактор сайта Rap.Ru, Андрей Никитин, назвал альбом «Налётчики Bad B.» «классическим и каноническим», видеоклип на песню «Городская тоска» — первым в стране «правильным» рэп-видео. По его мнению, пластинкой «Город джунглей» группа Bad Balance установила своё безоговорочное лидерство в хип-хопе[150].
- В 2009 году главный редактор сайта Rap.ru, Андрей Никитин, раскритиковал альбом «Семеро одного не ждут», написав, что «небезынтересный на уровне идеи альбом реализован неубедительно»[151]. Обозреватель журнала Fuzz, Владимир Смирнов, оказался не в восторге от альбома, заключив, что «истоки истоками, а устаёшь от этой Одиссеи BAD BALANCE довольно быстро. Всё же, слушать из трека в трек эту бесконечную браваду о том, как крутые парни создали хип-хоп — занятие достаточно утомительное. Конечно, выйди альбом в 1989, он звучал бы иначе, но сейчас слушать подобное довольно нелепо.»[152].
- В 2009 году главные редакторы сайта Rap.ru, Андрей Никитин и Руслан Муннибаев, назвали группу Bad Balance «главной рэп-группой 1990-х», а их альбом «Налётчики Bad B.» назвали одним из первых серьёзных рэп-альбомов России, который был создан в противовес легковесным образцам жанра, с которыми знакомили страну «Мальчишник», Богдан Титомир и Лика MC. В этой же статье альбом «Город джунглей» был упомянут, как альбом, который спровоцировал новый всплеск интереса к хип-хопу в России[153].
- В 2010 году редактор сайта Spletnik назвал группу Bad Balance «ветераном отечественного хип-хопа», а видеоклип на песню «Городская тоска» очень стильным.
- В 2012 году редактор сайта Журналисты. Ру, Артём Сочнев, раскритиковал альбом «World Wide», написав, что это «худший альбом группы за всё время»[154].
- В 2013 году обозреватель портала Weburg, Олег Лузин, оценил альбом «Криминал 90-х» на семь с половиной звёзд из десяти и назвал его «достойным концептуальным альбомом»[155].
- В 2016 году музыкальный критик российского информационного агентства InterMedia, Алексей Мажаев, заметил, что в альбоме «Политика» Влад Валов высказывается о политике незажигательно и местами штампованно[156]. Арт-обозреватель новостного интернет-издания Ref news, Станислав Сорочинский, написал, что альбом однообразен и быстро наводит скуку[157].
- В 2018 году журналист Андрей Никитин в статье на сайте «Афиша Daily» назвал альбомы «Налётчики Bad B.», «Чисто про…» и «Город джунглей» классикой русского рэпа 90-х, а видеоклип на песню «Городская тоска» — «недосягаемым по тем временам стилем»[158].
- В 2020 году редактор раздела «Музыка» журнала «Афиши Daily», Николай Овчинников, назвал видеоклип на песню «Городская тоска» изумительной калькой с американских рэп-видео и прекрасным образцом русскоязычного олдскула[159].
- В 2020 году магистр филологических наук Валентина Дрок в своей книге «Проблема повествователя в русском рэпе» отнесла D.M.J., Bad Balance и «Чёрное и Белое» к числу тех рэп-групп, которые «пробовали себя одновременно в сочинительстве рэп-текстов, битов для них, танцев в стиле брейк-данс и создании граффити»[160].

### Рейтинги
- В июне 1999 года альбом «Город джунглей» вошёл в список «50 лучших русских альбомов», составленный редакцией журнала «ОМ», а комментарии по каждому альбому написали критики Андрей Бухарин и Александр Кушнир[147][161].
- В 2004 году альбом «Мало-по-малу» занял седьмое место в номинации «Лучший альбом 2003 года» на первой ежегодной церемонии «Hip-Hop.Ru Awards 2003» по результатам голосования пользователей сайта Hip-Hop.Ru. А видеоклип на песню «Отдыхаем» занял пятое место в номинации «Клип года 2003»[162].
- В 2007 году российский сайт Rap.ru назвал главные альбомы русского рэпа, повлиявшие на развитие жанра с 1990 по 2006 год. Альбомы группы Bad Balance «Налётчики Bad B.», «Чисто про…» и «Город джунглей» были названы главными альбомами года. Альбомы «Выше закона», «Каменный лес» и «Мало-по-малу» были названы одними из главных альбомов года[150].
- В 2009 году главные редакторы сайт Rap.ru, Андрей Никитин и Руслан Муннибаев, поместили альбомы «Налётчики Bad B.» и «Город джунглей» в свой список «10 важнейших альбомов русского рэпа»[153].
- В 2010 году альбом «Город джунглей» занял 39 место в списке «50 лучших русских альбомов всех времён», составленным журналом «Афиша» по итогам опроса молодых российских музыкантов[163].
- В 2010 году видеоклип на песню «Городская тоска» вошёл в список «Top 10: Лучшие отечественные клипы 1990-х» на сайте Spletnik.
- В 2017 году песня «Городская тоска» вошла в список «История русского рэпа в 15 важнейших треках» компании «Союз»[164].
- В 2020 году видеоклип на песню «Городская тоска» вошёл в список «25 главных хип-хоп-клипов на русском языке» журнала «Афиша»[159].

## Чарты и ротации
В 1993 году песня «Дети сатаны» (известная с 2002 года как «Быки») находилась в хит-параде «Чёртова дюжина капитана Фанни» по результатам ротации в передаче «Танцевальная академия», которую вёл Владимир «DJ Фонарь» Фонарёв на радио «Максимум». Результат был опубликован в журнале Bravo.
С 1999 по 2002 год видеоклипы на песни «Война», «Городская тоска», «Всё будет хорошо», «Как сон», «Питер, я твой» и «Отвечай за слова» находились в ротации чартов «Русская десятка» и «20 самых-самых» телеканала «MTV Россия», а также в ротации телеканала «Муз-ТВ» благодаря сотрудничеству Влада Валова с Александром Толмацким.
С 2003 по 2004 год песни «Питерские миги», «Быки», «Городская тоска», «Мало-по-малу» и «Стайлом погоняем» группы Bad Balance прозвучали в хип-хоп-передаче «Фристайл» на «Нашем Радио».
В 2003 году песня «Тихо тают дни» группы Bad Balance попала в ротацию радио «Максимум», где она впервые прозвучала 24 октября 2003 года, продержалась тринадцать недель в «хит-параде двух столиц» с 14 ноября 2003 года по 27 февраля 2004 года и заняла 25 место в «лучшей сотне хитов радио Максимум за 2004 год».
В 2003 году видеоклип на песню «Тихо тают дни» был впервые показан в программе «Центр рифмы» на телеканале «MTV Россия» 15 ноября 2003 года.
В 2006 году песня «Светлая музыка» группы Bad Balance прозвучала в фильме «Питер FM», но в официальный саундтрек к фильму она не вошла.
2 июля 2007 года видеоклип на песню «Аль Капоне» попал в ротацию чартов «Русская десятка» и «20 самых-самых» телеканала «MTV Россия».
11 декабря 2007 года видеоклип на песню «Дон Хосе» попал в ротацию чартов «Русская десятка» и «20 самых-самых» телеканала «MTV Россия».
С 2007 по 2012 год в ротации нескольких радиостанций оказались три песни группы Bad Balance, автором музыки к которым является Al Solo: «Дон Хосе» (2007), «Человек-поэт» (2009) и «Летняя история» (2012).
По данным интернет-проекта Moskva.FM, 19 песен группы Bad Balance были в ротации нескольких российских радиостанций с 2007 по 2015 год. При этом песня «Светлая музыка» является самым популярным треком группы на радио, который за семь лет с 2007 по 2014 год прослушали 85 тысяч раз.

## Награды
- 21 апреля 1991 года группа Bad Balance выступила с песнями «Донецкий край» и «What is Love» на первом Всесоюзном фестивале рэп-музыки «Рэп-пик-91» в ЛДМ, где заняла первое место[2][23].
- 30 июня 1991 года группа Bad Balance получила гран-при по конкурсу исполнителей рэпа на Первом московском фестивале рэп-музыки «Эм-Си-шоу», организованным радио «Европа плюс», ЦПКиО и студией «Класс» Сергея Обухова в московском парке Горького[184][185][6][186][187]. Ведущими фестиваля были Лолита Милявская и Александр Цекало (кабаре-дуэт «Академия»)[188]. Председателем жюри фестиваля был музыкальный критик Артемий Троицкий[189][190]. Группа выступила с песней «Дети сатаны» из альбома «Выше закона»[6].
- 21 июня 1992 года группа Bad Balance получила гран-при на Втором московском фестивале рэп-музыки «Эм-Си-шоу», организованным студией «Класс» Сергея Обухова в московском парке Горького[191][6][186][192].
- В 1998 году видеоклип на песню «Городская тоска» группы Bad Balance был номинирован на «Видео года» на церемонии вручения премий «Funny House Dance Awards '97» за достижения в танцевальной культуре, учреждённой радио «Максимум» и «Райс-ЛИС’С». Церемония прошла в СК «Олимпийский» 24 января 1998 года[193] и транслировалась по телеканалу Муз-ТВ[194]. В номинации «Видео года» победил DJ Groove с клипом на песню «Ноктюрн. Часть 3»[195].
- В 1998 году группа Bad Balance получила титул «Культовая группа» на российской церемонии вручения премий за достижения в области хип-хоп культуры «Голос улиц», прошедшей в Московском дворце молодёжи 31 октября 1998 года. Одним из организаторов данного действа был Влад Валов, в связи с чем главный редактор журнала «RAPпресс», Константин «Крыж», назвал эту номинацию сомнительной, поскольку никаких опросов не проводилось[196].

## Дискография
Магнитоальбомы
- 1991 — Семеро одного не ждут[11][12]
- 1992 — Выше закона[27] (издан на CD в 1998 году)

Студийные альбомы
- 1994 — Налётчики Bad B.
- 1997 — Чисто про…
- 1999 — Город джунглей
- 2001 — Каменный лес
- 2003 — Мало-по-малу
- 2007 — Легенды гангстеров
- 2009 — Семеро одного не ждут
- 2012 — World Wide
- 2013 — Криминал 90-х
- 2014 — Северная мистика
- 2016 — Политика
- 2021 — Из андеграунда

Компиляции
- 2000 — Москва — New York (Из города джунглей в каменный лес)
- 2005 — Память о Михее
- 2006 — Классика рэп-музыки
- 2012 — The Art Of The Remix
- 2013 — The Art Of The Remix #2
- 2014 — The Art Of The Remix #3
- 2015 — The Art Of The Remix #4
- 2015 — Светлая музыка (Светлые хиты со всех альбомов)
- 2016 — Инструменталы от Al Solo
- 2017 — The Art Of The Remix #5
- 2019 — The Art Of The Remix #6

## Фильмография
Документальные фильмы
- 1992 — 30-минутный фильм о группе Bad Balance, состоящий из видеоклипов на песни из альбома «Выше закона» (для третьего выпуска телепередачи «Арт-обстрел» (РТР), авторами которой были Игорь Морозов и Михаил Грушевский)[40][38][39][197]
- 2004 — «История Bad B. Часть I. Начало русского хип-хопа» (режиссёр: Сергей Менякин)[198][199][200]
- 2006 — «История Bad B. Часть II. Золотые времена хип-хопа» (режиссёр: Влад Валов)[201][202]
- 2011 — «Bad Balance — Ukrainian Bad B. Tour» (режиссёр: Влад Валов)
- 2014 — «История Bad B. Часть III. Глава Первая: Война и Мир» (режиссёр: Влад Валов) (24 октября 2014 года)[203]
- 2015 — «История Bad B. Часть III. Глава Вторая: Война и Мир» (режиссёр: Влад Валов) (4 марта 2015 года)[204]

Видеоклипы
- 1991: «What is love»[24]
- 1992: «Мой милый Джак» (для телепередачи «…До 16 и старше. Тележурнал «Тин-Тоник», 1-й канал Останкино)
- 1992: «Graffiti» (версия #2) (для телепередачи «…До 16 и старше. Тележурнал «Тин-Тоник», 1-й канал Останкино)
- 1992: «Graffiti» (версия #1) (для телепередачи «Арт-обстрел», РТР)[40]
- 1992: «Дети сатаны» (для телепередачи «Арт-обстрел», РТР)[40]
- 1992: «Мафия» (для телепередачи «Арт-обстрел», РТР)[40][197]
- 1996: «Городская тоска» (режиссёр: Влад Валов и Владлен Разгулин, оператор: Сергей Бледнов)
- 1998: «Как сон» (режиссёр: Влад Разгулин, оператор: Вячеслав Лазарев)
- 1998: «Всё будет хорошо» (режиссёр: Влад Разгулин, оператор: Вячеслав Лазарев)[197]
- 2001: «Питер — я твой!» (режиссёр: Олег Степченко и Влад Валов, оператор: Сергей Бледнов)
- 2002: «Отвечай за слова» (сценарий клипа: Влад Валов, мультипликация: Кефир)
- 2003: «Отдыхаем» (режиссёр: Влад Валов и Сергей Менякин, оператор: Сергей Бледнов)
- 2003: «Тихо тают дни» (режиссёр: Влад Валов, оператор: Роман Синцов)
- 2004: «Мы едем» (режиссёр: Влад Валов, оператор: Сергей Бледнов)[197]
- 2007: «Аль Капоне» (режиссёр и автор сценария: Евгений Митрофанов, оператор: Вячеслав Лазарев)
- 2007: «Дон Хосе» (режиссёр: Евгений Митрофанов, автор сценария: Влад Валов, оператор: Сергей Бледнов)
- 2007: «Легенды гангстеров» (режиссёр: Евгений Митрофанов, оператор: Сергей Бледнов и Вячеслав Лазарев)
- 2009: «Стиль оригинальный» (режиссёр: Влад Валов, оператор: Роман Синцов)
- 2009: «Бит стучит» (режиссёр: Сергей Ковалев)
- 2009: «Хип-хоп в районах бедных» (режиссёр: Влад Валов)
- 2010: «Правила игры» (режиссёр: Юрий Гусельщиков, оператор: Владимир Попков)
- 2011: «Летняя история» (feat. Шмель) (режиссёр: Влад Валов, оператор: Роман Синцов)
- 2011: «Бум-Чеки-Бэнг» (режиссёр: Влад Валов)
- 2012: «Мир будет таким!» (feat. Шмель) (режиссёр: Ярослав Кардэлло, оператор: Антон Герасименко)
- 2012: «Импорт» (режиссёр: Ярослав Кардэлло и Артём Стряпан)
- 2012: «Город у реки» (feat. Страйк) (режиссёр: Денис Давыдов)
- 2013: «Города» (компания «VOGO FILMS»)
- 2013: «Каталы» (компания «Astin Group Partner», режиссёр: Ярослав Кардэлло)
- 2013: «Клофелин» (компания «Astin Group Partner», режиссёр: Ярослав Кардэлло)
- 2013: «На капоте» (компания «Astin Group Partner», режиссёр: Ярослав Кардэлло)
- 2014: «Норманны» (режиссёр: Влад Валов, операторы: Стэпман и Скаля, монтаж: компания «VOGO FILMS»)
- 2014: «Берсерки» (feat. Ю-Ла) (режиссёр: Влад Валов, монтаж: компания «Astin Group Partner»)
- 2014: «Ясный день» (внеальбомный сингл)
- 2016: «Политика» (режиссёр: Ярослав Кардэлло и Артем Стряпан, монтаж: компания «Astin Group Partner»)
- 2016: «Государство» (режиссёр: Влад Валов и Сергей Grey)
- 2018: «Оппозиция» (режиссёр: Гера Гаврилов)
- 2019: «Пусть будет так!» (режиссёр: Влад Валов, оператор: Евгений Контров)
- 2019: «Удача» (режиссёр: Пётр Квайн)
- 2020: «Высоко на небесах» (feat. DJ 108 & Lojaz)
- 2020: «Не верю!» (режиссёр: Сергей Ефимов, оператор: Максим Костяев)
- 2021: «Уют» (режиссёр: Олег Степченко)
- 2022: «Бомба танцпола» (Bad Balance, Мальчишник, Мистер Малой) (режиссёр: Олег Степченко)
- 2024: «International» (feat. Onyx) (режиссёр: Влад Валов)
- 2024: «Навсегда!» (режиссёр: Влад Валов)
- 2025: «Ленинградский Old School» (режиссёр: Олег Степченко)